# Долхоброды
Долхоброды (пол. Dołhobrody) — деревня в Влодавском повете Люблинского воеводства Польши. Входит в состав гмины Ханна. По данным переписи 2011 года, в деревне проживало 595 человек.

## География
Деревня расположена на востоке Польши, к западу от реки Западный Буг, вблизи государственной границы с Белоруссией, на расстоянии приблизительно 16 километров к северу от города Влодавы, административного центра повета. Абсолютная высота — 151 метр над уровнем моря. Через населённый пункт проходит региональная автодорога 816.

## История
В конце XVIII века входила в состав Брестского повета Берестейского воеводства Великого княжества Литовского.
По данным на 1827 год имелось 112 дворов и проживало 406 человек. Согласно «Справочной книжке Седлецкой губернии на 1875 год» деревня входила в состав гмины Словатыче Бельского уезда Седлецкой губернии.
В период с 1975 по 1998 годы деревня входила в состав Бяльскоподляского воеводства.

## Население
Демографическая структура по состоянию на 31 марта 2011 года:
|         | Всего | До трудоспособного возраста | Трудоспособного возраста | Старше трудоспособного возраста |
| ------- | ----- | --------------------------- | ------------------------ | ------------------------------- |
| Мужчины | 276   | 55                          | 184                      | 37                              |
| Женщины | 319   | 58                          | 173                      | 88                              |
| Всего   | 595   | 113                         | 357                      | 125                             |